# Dãy núi Maya

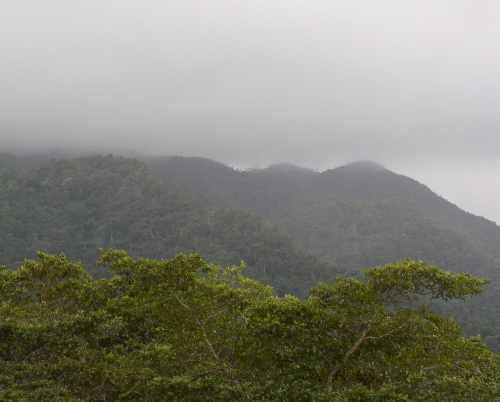
Núi Maya phủ sương mù.

Dãy núi Maya là một rặng núi thấp ở Belize và miền đông Guatemala. Đỉnh cao nhất là Doyle's Delight đo được 1124 m.
Vùng chân núi Maya có nhiều phế tích quan trọng thuộc nền văn minh Maya gồm Lubaantun, Nim Li Punit, Cahal Pech và Chaa Creek.
Với thảm thực vật và động vật phong phú, vùng núi Maya có Khu bảo tồn thiên nhiên Cockscomb Basin Wildlife Sanctuary.